# Tim Yeung
Tim Yeung (ur. 27 listopada 1978 w Nowym Jorku) – amerykański perkusista metalowy, znany również jako "The Missile". Naukę gry na perkusji rozpoczął w wieku 11 lat.
Do roku 1995 uczęszczał do szkoły muzycznej Hochstein School of Music w Rochester. Swoją karierę na scenie zaczął od gry w Hate Eternal, a dokładniej na debiutanckim albumie Conquering the Throne, po czym stał się znaną osobistością na scenie metalowej. Gdy opuścił Hate Eternal, zaczął rozwijać swoje umiejętności i zdobywać doświadczenie będąc sesyjnym czy koncertowym perkusistą zespołów takich jak Vital Remains i Nile. Zagrał również w studiu, podczas nagrywania ...And Time Begins, kalifornijskiego zespołu brutal death metalowego Decrepit Birth. W latach 2006–2012 grał w zespole Divine Heresy. W 2010 roku Tim Yeung dołączył do zespołu Morbid Angel, w którym zastąpił borykającego się z problemami zdrowotnymi Pete'a Sandovala. W 2012 roku dołączył na krótko do zespołu Pestilence.
W 2015 roku ze względów finansowych muzyk opuścił skład Morbid Angel.

## Instrumentarium
| Talerze firmy Sabian - AAX Splash 8" - AAX Stage Crash 18" - B8 Pro Chinese 18" - AA Mini Chinese 14" - AAX Metal Hats 14" - AAX Studio Crash 18" - AAX X-treme Chinese 19" - HH Power Bell Ride 22" - AA Mini Chinese 14" - AA Mini Hats 12" - APX Crash 20" | Bębny Ddrum Dominion - 6,5"x 14" snare - 2x 20"x 22" bass drum - 7"x 8" rack tom - 8"x 10" rack tom - 8"x 12" rack tom - 8,5"x 13" rack tom - 14"x 16" floor tom Osprzęt - Axis A longboard (classic black) pedals Pałki perkusyjne - Vic Firth 5AN extreme |